# Nicola Lavery
Nicola Lavery (* 19. November 1960 in Middlesbrough) ist eine ehemalige britische Skilangläuferin.
Lavery belegte bei den nordischen Skiweltmeisterschaften 1982 in Oslo den 56. Platz über 5 km, den 54. Rang über 10 km und dem 11. Platz mit der Staffel und im Februar 1984 in Sarajevo bei ihrer einzigen Teilnahme an Olympischen Winterspielen den 47. Platz über 5 km, den 46. Rang über 10 km und den 39. Platz über 20 km. Zudem wurde sie dort zusammen mit Lauren Jeffrey, Doris Trueman und Ros Coats Elfte in der Staffel.